# 藤原為時
藤原 為時（ふじわら の ためとき）は、平安時代中期の貴族・歌人・漢詩人。藤原北家良門流、中納言・藤原兼輔の孫で、刑部大輔・藤原雅正の三男。紫式部の父。官位は正五位下・越後守。

## 経歴
紀伝道を菅原文時に師事し文章生に挙げられる。蔵人所雑色・播磨権少掾を経て、円融朝の貞元2年（977年）東宮・師貞親王の御読書始において副侍読を務めた。永観2年（984年）師貞親王が即位（花山天皇）すると式部丞・六位蔵人に任じられる。なお、娘である紫式部の「式部」の呼称は、この時の為時の官職名に由来しているものと言われている。寛和2年（986年）花山天皇の退位に伴い官職を辞任した。
一条朝に入るとしばらく散位の状況となるが、その後、藤原道長が執政になると長徳2年（996年）に従五位下・越前守に叙任されて越前国へ下向する。この際に娘・紫式部も同行させたという。寛弘6年（1009年）正五位下・左少弁に叙任されるが、2年後の寛弘8年（1011年）に越後守となり再び受領を務めた。息子の惟規も越後国に同行したが、惟規はまもなく現地で亡くなっている。また、長和3年（1014年）6月に任期を1年残しながら越後守を辞任し帰京したが、一説には直前に紫式部が亡くなったからではないかと言われている。
後一条朝初頭の長和5年（1016年）4月29日に三井寺にて出家。寛仁2年（1018年）には摂政・藤原頼通邸の屏風の料に詩を献じたが、その後の消息は不明である。
『本朝麗藻』に漢詩作品13首が採録されており、大江匡衡から源為憲・源孝道らと並んで「凡位を越える詩人」と評された。『後拾遺和歌集』（3首）および『新古今和歌集』（1首）に和歌作品が入集している。

## 越前守任官に関する逸話
藤原為時は長徳2年（996年）正月25日の除目で淡路守に任ぜられたが、3日後の28日に右大臣・藤原道長が参内して、俄に越前守に任ぜられたばかりの源国盛を停めて、藤原為時を淡路守から越前守に変更した。下国である淡路国に比べ越前国は大国であり、国司としての収入には雲泥の差がある。この任官のいきさつについて、『古事談』に以下の逸話がある。
- 一条天皇の時代に源国盛が越前守に任ぜられた。藤原為時は「苦学寒夜、紅涙霑襟、除目後朝、蒼天在眼」の句を女房（女官）を通して奏上、一条天皇はこれを見て食事も喉を通らず、寝所に入って泣いた。藤原道長が参内してこれを聞き、自分の側近（『今昔物語集』では乳母子）で、越前守に任じられた（おそらく道長の推挙と想定される）ばかりの源国盛を呼び越前守を辞退させて、代わりを藤原為時とする除目を行った。その時、越前守を譲らされた源国盛の家では嘆き悲しみ、国盛は衝撃のあまり病気になってしまい、秋の除目で播磨守に任じられたが病は癒えずとうとう死んでしまった。

同様の話は『続本朝往生伝』『今昔物語集』『十訓抄』など多数の説話集に掲載されており、除目のやり直しにより為時が淡路守から越前守に栄転したことは当時の人々の注目を集めたことが想定される。なお、この越前守変更の理由について、『権記』や『小右記』によると、前年の長徳元年（995年）9月24日に隣国の若狭に宋の商人朱仁聡や林庭幹ら70余名か来着する事案が起きており、その後若狭や越前に逗留している事から、その交渉相手として漢文の才を持つ為時が選ばれたとする説がある。為時が宋人の周世昌（羌世昌）に贈った詩が、『本朝麗藻』に収録されている。

## 官歴
- 安和元年（968年） 11月17日：見播磨権少掾[5]
- 貞元2年（977年） 3月28日：東宮読書始尚復、見文章生[6]
- 永観2年（984年） 12月8日：見六位蔵人式部丞[7]
- 時期不詳：従五位下
- 長徳2年（996年） 正月25日：淡路守[8]。正月28日：越前守[6]
- 寛弘6年（1009年） 3月4日：左少弁[9]
- 寛弘7年（1010年） 日付不詳：見正五位下[10]
- 寛弘8年（1011年） 2月1日：越後守[10]
- 長和3年（1014年） 6月17日：辞越後守
- 長和5年（1016年） 4月29日：出家[注釈 1]

## 系譜
- 父：藤原雅正
- 母：藤原定方の娘
- 妻：藤原為信の娘
  - 長男：藤原惟規（974年 ? -1011年）
  - 長女：女
  - 次女：紫式部 - 藤原宣孝室、上東門院女房
- 生母不明の子女
  - 次男：藤原惟通（? - 1020年）
  - 三男：定暹（980年? - ?）
  - 女子：藤原信経室

## 関連作品
映画
- 『紫式部』（1939年、演：松本泰輔）
- 『千年の恋 ひかる源氏物語』（2001年、演：神山繁）

テレビドラマ
- 『源氏物語』（1965年、毎日放送、演：浜村純）
- 『光る君へ』（2024年、NHK大河ドラマ、演：岸谷五朗）